# Indianen
För andra betydelser, se Indian (olika betydelser).
Indianen (Indus på latin) är en stjärnbild på södra stjärnhimlen. Stjärnbilden är nu en av de 88 moderna stjärnbilderna som erkänns av den Internationella Astronomiska Unionen.

## Historik
Stjärnbilden skapades av den nederländske astronomen Petrus Plancius i slutet av 1500-talet och kunde på den tiden referera till infödda i både Asien och Amerika. Första gången på bild förekommer den i Johann Bayers stjärnatlas Uranometria, som utkom 1603.

## Stjärnor

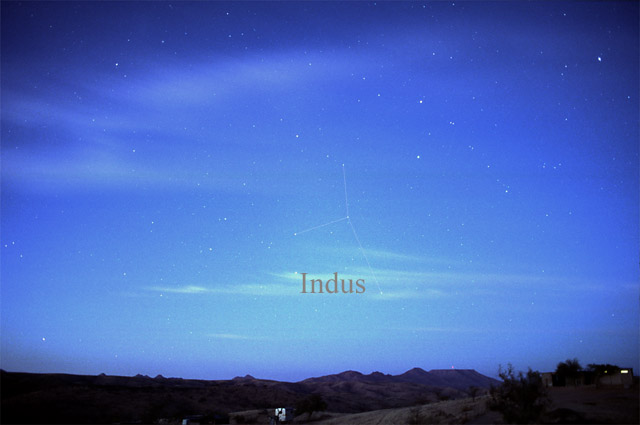
Stjärnbilden Indianen (Indus) som den kan ses med blotta ögat.

Indianen är en relativt svag stjärnbild med bara några ljusstarkare stjärnor.
- α - Alfa Indi är en stjärna som håller på att utvecklas till jättestjärna och har magnitud 3,11. I Kina kallades stjärnan Pe Sze vilket gav upphov till smeknamnet Persern.
- β - Beta Indi är en jättestjärna med magnitud 3,66.
- ε - Epsilon Indi är en dvärgstjärna som tillhör huvudserien. Den befinner sig på ett avstånd av endast 11,83 ljusår. På grund av sin stora egenrörelse kommer den att byta stjärnbild ungefär år 2640 till Tukanen.

## Djuprymdsobjekt

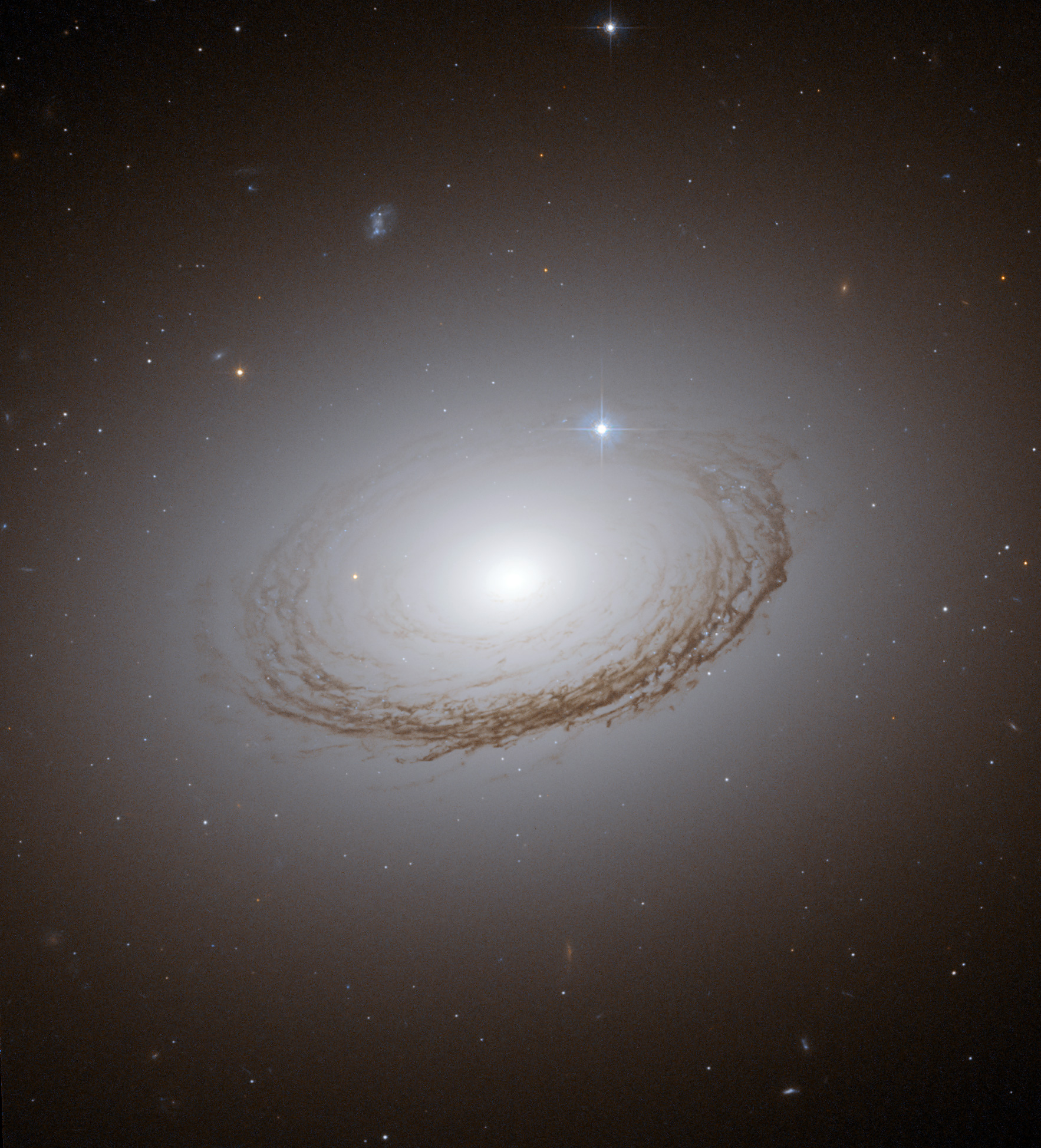
Galaxen NGC 7049 fotograferad av Rymdteleskopet Hubble.

### Galaxer
Indianens stjärnbild innehåller många galaxer, men de är alla små och avlägsna objekt för amatörastronomen.
- NGC 7029 är en elliptisk galax av magnitud 11,81 som upptäcktes av John Herschel 1834.
- NGC 7041 är en annan elliptisk galax av magnitud 11,11 som också upptäcktes av John Herschel 1834.
- NGC 7049 är en galax som bär karaktär av både spiralgalax och elliptisk galax, förmodligen beroende på flera kollisioner med andra galaxer.
- NGC 7064 är en spiralgalax som upptäcktes av John Herschel 1834.
- NGC 7083 är en spiralgalax. Där observerades supernova SN 2009hm.
- NGC 7090 är en stavgalax som upptäcktes av John Herschel 1834.
- IC 5152 är en irreguljär galax som upptäcktes av DeLisle Stewart 1908.